# James Needs
James Needs (* 17. Oktober 1919; † 4. Februar 2003) war ein britischer Filmeditor.
James Needs war von Mitte der 1940er Jahre bis 1974 als Editor tätig, dabei überwiegend für die britischen Hammer Films. Insgesamt wirkte er an über 100 Produktionen mit.

## Filmografie (Auswahl)
- 1948: Snowbound
- 1949: Vom sündigen Poeten (The Bad Lord Byron)
- 1949: A Boy, a Girl and a Bike
- 1949: Boys in Brown
- 1950: Room to Let
- 1950: What the Butler Saw
- 1951: To Have and to Hold
- 1951: A Case for PC 49
- 1951: Black Widow
- 1952: Whispering Smith Hits London
- 1952: Wings of Danger
- 1952: Vom Täter fehlt jede Spur (Lady in the Fog)
- 1952: Girdle of Gold
- 1953: Mantrap
- 1953: Teufel in Blond (The Flanagan Boy)
- 1953: The Saint’s Return
- 1953: Das Gangster-Syndikat (36 Hours)
- 1954: The House Across the Lake
- 1954: Five Days
- 1954: Third Party Risk
- 1954: Robin Hood, der rote Rächer (The Men of Sherwood Forest)
- 1955: The Glass Cage
- 1955: Schock (The Quatermass Xperience)
- 1956: Women Without Men
- 1956: XX unbekannt (X: The Unknown)
- 1957: Frankensteins Fluch (Curse of Frankenstein)
- 1957: Feinde aus dem Nichts (Quatermass 2)
- 1958: Der Schnorchel (The Snorkel)
- 1960: Einmal China und zurück (Passport to China)
- 1961: Watch It, Sailor!
- 1970: Gruft der Vampire (The Vampire Lovers)
- 1970: Dracula – Nächte des Entsetzens (Scars of Dracula)
- 1971: Journey to Murder
- 1971: Dr. Jekyll und Sister Hyde (Dr. Jekyll and Sister Hyde)
- 1972: Dracula jagt Minimädchen (D.A.D. ´72)
- 1973: Love Thy Neighbour
- 1973: Ein irrer Trip im Wahnsinnsbus (Holiday on the Buses)
- 1974: Captain Kronos – Vampirjäger (Captain Kronos – Vampire Hunter)
- 1974: Frankensteins Höllenmonster (Frankenstein and the Monster from Hell)
- 1975: Professor Popper’s Problems